# Lexden
Lexden är en ort i unparished area Colchester, i distriktet Colchester i grevskapet Essex i England. Orten är belägen 3 km från Colchester. Parish hade 3 562 invånare år 1881. År 1897 blev den en del av den då nybildade Colchester. Byn nämndes i Domedagsboken (Domesday Book) år 1086, och kallades då Lessendena/Lexsendena.